# 佩尔塞
佩尔塞（法語：Percey，法語發音：[pɛʁsɛ]）是法国勃艮第-弗朗什-孔泰大区约讷省的一个市镇，属于阿瓦隆区。

## 地理
佩尔塞（47°57'49"N, 3°49'31"E）面积9.56 平方千米，位于法国勃艮第-弗朗什-孔泰大區约讷省，该省份为法国中北部内陆省份，西接卢瓦雷省，西北接塞纳-马恩省，南至涅夫勒省，东临科多尔省，东北与奥布省接壤。
与佩尔塞接壤的市镇（或旧市镇、城区）包括：莱克鲁特、弗洛尼拉沙佩勒、维利耶维讷、若尔日、比托。

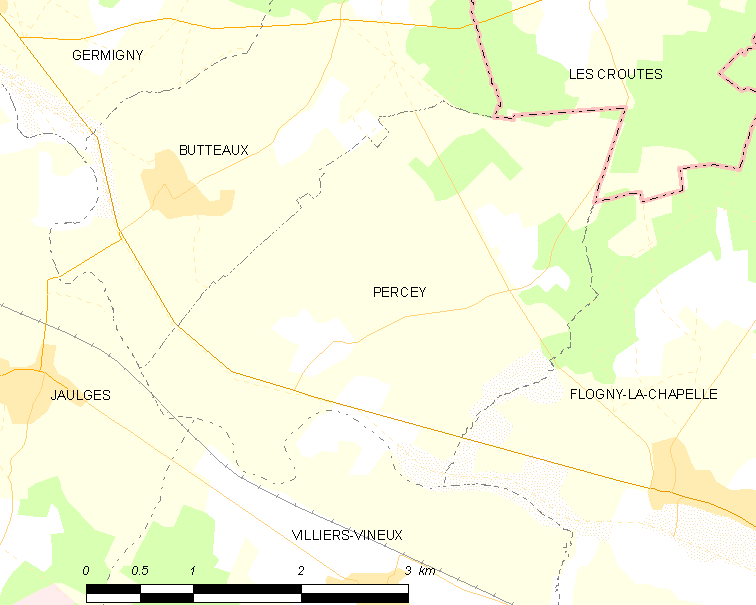
佩尔塞的OSM定位图

佩尔塞的时区为UTC+01:00、UTC+02:00（夏令时）。

## 行政
佩尔塞的邮政编码为89360，INSEE市镇编码为89292。

## 政治
佩尔塞所属的省级选区为圣弗洛朗坦县。

## 人口

1962-2008年间佩尔塞人口变化图示

佩尔塞于2022年1月1日时的人口数量为248人。